# Страхов Єгор Трохимович
Єгор Трохимович Страхов (1913 — ????) — старший вальцювальник цеху № 6 ММК імені Ілліча, Герой Соціалістичної Праці.

## Біографія
Народився в 1913 році в селянській родині (тепер Курська область). З 11 років наймитував. Вісімнадцятирічним приїхав до Маріуполя і поступив працювати в листопрокатний цех, став незабаром вальцювальником стану № 1 ММК імені Ілліча. Разом з цехом в 1941 році був евакуйований в Нижній Тагіл, де працював на броньовому стані. З 1943 року учасник радянсько-німецької війни. У 1945-му повернувся в свій цех. 
Раціоналізатор, вихователь молодих кадрів. Нагороджений орденами Червоної Зірки, Вітчизняної війни, Слави III ступеня, Трудового Червоного Прапора, медалями. 